# Calle Concejal Belardinelli
La calle Concejal Felipe Belardinelli es una arteria del sur de la ciudad de Córdoba (Argentina). Nace en la nomenclatura 2800 en el cruce con Cruz Roja Argentina, lugar de tránsito peligroso dado los numerosos accidentes producidos en dicha intersección, se interrumpe al 4900 en Av. de Circunvalación y reaparece del otro lado de la misma hasta calle Defensa. Desde la modificación de su nombre, dejó de ser una avenida y pasó a ser calle.
Por esta calle circulan las siguientes líneas de transporte urbano de pasajeros:
- 600 (entre Cnel. José Javier Díaz y 1° Tte. Pedro I. Bean)
- 601 (entre B. Vázquez Maceda y Abel Chanetón)
- 71 (entre Cruz Roja Argentina y Dr. Pedro Minuzzi)
- 26 (entre Cruz Roja Argentina y Dr. Pedro Minuzzi)

## Recorrido

### Primer tramo
En su primer tramo, desde Cruz Roja Argentina hasta Circunvalación, pasa por los barrios San Fernando, Ejército Argentino, Las Flores, Ampliación San Fernando, Ampliación Kennedy, Parque Los Molinos y Artigas. Existen intersecciones con arterias importantes de la zona, ellas son las calles Coronel José Javier Díaz y Dr. Luis María Drago (este último, semaforizado).

### Segundo tramo
A partir de la colectora sur de la Circunvalación hasta calle Jorge Enrique Ordoñez, recorre una zona de numerosas fábricas. En este sector atraviesa el barrio La Huertilla.

## Toponimia
Inicialmente, esta arteria llevaba el nombre de “Av. Las Rosas”, hasta finales de la década de 1980 en que recibe su actual denominación. La misma es en homenaje al político perteneciente a la UCR Felipe Pedro Belardinelli. 
Belardinelli nació en 1921 y desde joven inició su participación en la política, ejerciendo su acción en la seccional 4° de la ciudad de Córdoba. Con el retorno de la democracia a Argentina a finales de 1983, Belardinelli es elegido para ocupar una banca en el Concejo Deliberante. Falleció ocupando el cargo el día 23 de agosto de 1986, disponiéndose luego la imposición de su nombre a esta arteria. 
- Datos: Q5740463